# داگویرو
داگویرو یک منطقهٔ مسکونی در جیبوتی است که در منطقه دخیل واقع شده‌است.

## خصوصیات
داگویرو ۱۴۰ متر بالاتر از سطح دریا واقع شده‌است.